# Port lotniczy Bathurst
Port lotniczy Bathurst (IATA: ZBF, ICAO: CZBF) – regionalny port lotniczy położony 5,6 kilometra na północny zachód od Bathurst, w prowincji Nowy Brunszwik, w Kanadzie.

## Drogi startowe i operacje lotnicze
Operacje lotnicze wykonywane są z asfaltowej drogi startowej:
- RWY 10/28, 1711 × 30 m